# Hovik Keuchkerian
 (janvier 2020).
Hovik Keuchkerian Burgui, né le 14 novembre 1972 à Beyrouth, est un humoriste, écrivain, poète, acteur et boxeur hispano-libanais d'origine arménienne.
Il est notamment connu internationalement pour son rôle de Santiago "Bogota" Lopez dans la série La casa de papel.

## Biographie
Fils d'un père arménien et d'une mère espagnole, il naît en 1972 dans la capitale du Liban, Beyrouth. En 1975, alors qu'il a trois ans et en raison de la guerre civile libanaise, ses parents décident d'émigrer en Espagne. C'est à Alpedrete qu'il passe sa jeunesse.
Dans sa jeunesse, il travaille comme serveur dans le bar de son père, à l'âge de 20 ans il déménage à Madrid et en 1995, à l'âge de 22 ans, il ouvre sa propre salle de gym, le HK,1 situé dans le quartier de Hortaleza à Madrid. Le HK ferme définitivement ses portes en décembre 2015.
Keuchkerian est boxeur professionnel entre 1998 et 2004 et remporte le titre national des poids lourds en 2003.

## Filmographie

### Cinéma
- 2016 : Assassin's Creed de Justin Kurzel : Ojeda, le templier noir et bras armé de Torquemada dans le film
- 2019 :  4 latas de Gerardo Olivares
- 2024 : La Plateforme 2 de Galder Gaztelu-Urrutia : Zamiatin

### Télévision
| Année     | Série                 | Chaine   | Rôle              | Notes       |
| --------- | --------------------- | -------- | ----------------- | ----------- |
| 2010-2012 | Hispania, la leyenda  | Antena 3 | Sandro            | 20 épisodes |
| 2013      | Isabel                | TVE      | Francisco Ramírez | 4 épisodes  |
| 2015      | Le Ministère du temps | TVE      | El Empecinado     | 1 épisode   |
| 2015      | The Night Manager     | BBC One  | Tabby             | 6 épisodes  |
| 2017      | Snatch                | Crackle  | Carlito Blanco    | 2 épisodes  |
| 2019-2021 | La casa de papel      | Netflix  | « Bogotá »        | 16 épisodes |